# Cantonul Le Tampon-1
Cantonul Le Tampon-1 este un canton din arondismentul Saint-Pierre, Réunion, Franța.